# Ручей (Брянская область)
Ручей — деревня в Дубровском районе Брянской области, в составе Пеклинского сельского поселения. Расположена в 3 км к западу от деревни Мареевка. Население — 26 человек (2010).
Основана в 1920-е годы как обширная группа хуторов (так называемые Зеликины Хутора — более 130 дворов), западнее деревни Мареевка. Позднее переселены более компактно; современное название с 1970-х годов. До 2005 года деревня Ручей входила в Мареевский сельсовет.
| Годы      | 1926 | 1979 | 1989 | 2002 | 2010 |
| --------- | ---- | ---- | ---- | ---- | ---- |
| Население | 704  | 188  | 106  | 70   | 26   |